# Міколай Гінчович із Казімєжа
Міколай Гінчович(ц), Міколай син Гінчі з Казімєжа (пом. 26 листопада 1434, Краків) — римсько-католицький священник, науковий і державний діяч Королівства Польського, канонік краківських капітул (1411—14322), ректор Краківського університету (1412—1413), доктор канонічного права (1422); кустош скарбу, скарбник чи підскарбій королівський (1411—1427), підскарбій коронний (1429—1430).

## Життєпис
Народився Міколай, орієнтовно, в останній чверті XIV століття. Був сином Гінчі (звідси — Гінчович), війта та райці з Казімєжа, королівського будівничого.
Ймовірно, Міколай отримав ступінь бакалавра в Празькому університеті, а потім продовжив навчання в відновленому Краківському університеті, де 1403 року здобув ступінь магістра вільних мистецтв. 1407 року він був викладачем на факультеті вільних мистецтв, читав лекції з філософії. У квітні 1412 року був обраний ректором університету на річну каденцію. Займався вивченням права й 1421 року став бакалавром декретів, а 1422 року — доктором канонічного права.
Протягом 1411—1427 років при дворі короля Владислава Яґайла Міколай виконував обов'язки кустоша скарбу чи скарбника, або підскарбія королівського (але не королівства. За С. Кутшебою, на той час ці назви стосувалися однієї посади). Протягом 1429—1430 років був підскарбієм коронним.
Паралельно розвивалася духовна кар'єра Міколая. 1411 року він став каноніком костелу Святого Георгія на Вавелі. 1413 року став каноніком Краківської катедральної капітули. Того ж року він разом із Яном з Рудзиці отримав для проживання капітульний будинок по вулиці Канонічній, 25. Вони 1415 чи 1430 року значним коштом його перебудували. Споруду, яку раніше називали «замковою лазнею» або «королівською лазнею», відтепер стали називати «будинком Гінчовича».

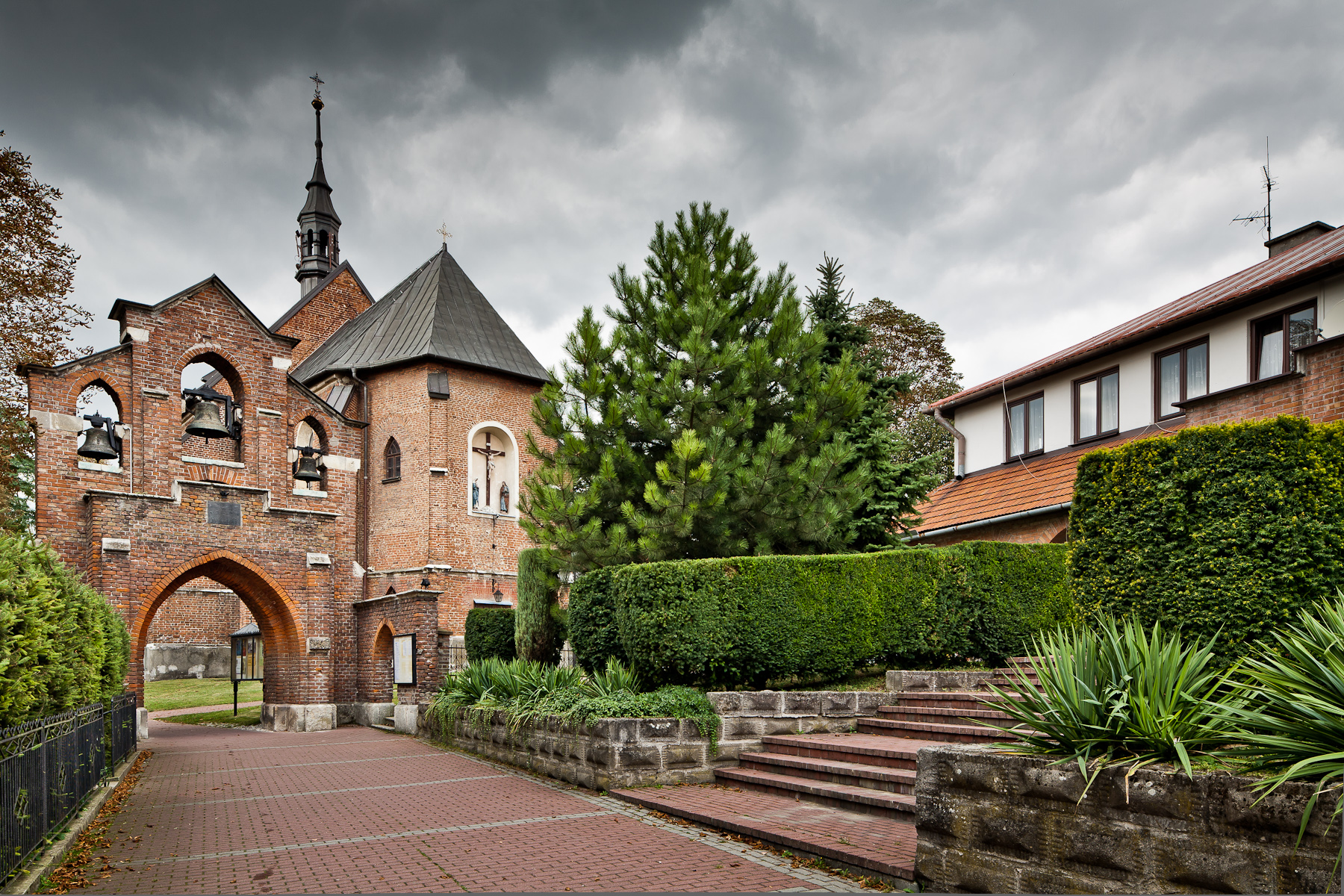
Костел Воздвиження Чесного Хреста в Висьолку-Любожицькому

1422 року краківський єпископ Войцех Ястшембець призначив як пребенду для доктора декретів або бакалавра права, який працюватиме на юридичному факультеті Краківського університету, парафіяльний костел Святого Хреста в Любожиці, де від 1419 року Міколай син Гінчі був плебаном. Його призначали суддею в різних спорах і цінували за його юридичний досвід. У рукописних колекціях Ягеллонської бібліотеки збереглися книги богословської тематики, подаровані Міколаєм.
Востаннє як підскарбій королівський, Міколай згадується 2 листопада 1430 року. З цього ж року він став пробстом колеґіати Святого Міхала на Вавелі. Востаннє його присутність у Краківській катедральній капітулі була відмічена 1432 року.
Перед 1433 роком Міколаєм Гінчовичем у Любожиці був збудований цегляний пізньоготичний костел Воздвиження Хреста Господнього.
Помер Міколай 26 листопада 1434 року.